# Hora Cero
Hora Cero fue una revista de historietas publicada entre 1957 y 1963 en la Argentina por Editorial Frontera y Editorial Emilio Ramírez, con periodicidad mensual y formato apaisado.

## Trayectoria
Hora Cero acogió, entre sus primeras series:
| Números | Años   | Título                    | Guionista            | Dibujante              |
| ------- | ------ | ------------------------- | -------------------- | ---------------------- |
| 1-      | 5/1957 | Ernie Pike                | Héctor G. Oesterheld | Hugo Pratt             |
| 1-      | 5/1957 | Lucky Piedras             | Héctor G. Oesterheld | Carlos Cruz            |
| 1-      | 5/1957 | Rolo el marciano adoptivo | Héctor G. Oesterheld | Francisco Solano López |

Poco a poco incluyó otras series:
| Números | Años     | Título         | Guionista            | Dibujante                  |
| ------- | -------- | -------------- | -------------------- | -------------------------- |
| 2-      | 6/1957   | Patria vieja   | Héctor G. Oesterheld | Carlos Roume, Juan Arancio |
| 5       | 9/1957   | Hueso clavado  | Héctor G. Oesterheld | Ivo Pavone                 |
| 12-17   | 4-9/1958 | Capitán Lázaro | Héctor G. Oesterheld | Enrique Cristóbal          |
| 15-     | 7/1957   | Amapola negra  | Héctor G. Oesterheld | Francisco Solano López     |
| 29-     | 10/1958  | Buster Pike    | Héctor G. Oesterheld | Julio Schiaffino           |

Pasó a Editorial Emilio Ramírez, finalizando con su número 77, de 1963.